# ニコライ・パブロビッチ・ブリュハノフ
ニコライ・パブロビッチ・ブリュハノフ（ロシア語: Брюха́нов, Никола́й Па́влович、1878年12月16日 - 1938年9月1日）は、ソビエトの政治家。第1-2、4-6回ソ連邦委員会の委員。
1927年から1934年にかけてソビエト連邦共産党中央委員会の委員として財務委員を務めていた。当時のソビエトにおける財務大臣に相当する要職にあり経済政策に大きな影響を及ぼしていた。
死亡日に関しては大粛清で1938年に処刑されたのが通説だが、ソビエトの百科事典や人名辞典には1943年6月30日と記載されていた。
ブリュハノフ宛てのスターリンの手紙のなかで、処刑方法についてのジョークが記されたいた人物ことでも知られる。

## 家族構成
妻
ヴェラ・ニコラエヴナ・ポポヴァ（1878年-1953年）-1905年以来ロシア社会民主労働党のメンバーである。
子供
アルテミイ・ニコラエヴィチ・ブリュハノフ（1904-1941年）
アンドレイ・ニコラエヴィッチ・ブリュハノフ（1910年-1970年）
孫
ウラジーミル・アンドレーヴィチ・ブリュハノフ（1945年生まれ、作家、歴史家、ドイツ在住）

## 経歴
1878年に土地家屋調査士の役人の息子に生まれる。1889年、シンボルスク・クラシカル・ギムナジウムに入学。1897年、違法な書物を読み、監視下にある人々と交わったとして、期末試験を禁止されたが、1898年には、外部生として卒業証明書の試験を受けることになった。1898年から1903年には、モスクワ大学とカザン大学で学び、言語学部の3課程を修了、革命的な活動で退学になる。

### 職歴
- 1904年9月11日 - ヴォログダ地方裁判所で宣誓弁護士協議会の秘書
- 1908年 - ウファのドン・ランド銀行で抵当権付き不動産の鑑定人
- 1915年 - ウファの陸連難民支援委員会委員長
- 1916年 - ウファ市議会の食糧部部長
- 1917年 - ウファ県の食糧担当長官
- 1918年 - RSFSRの食品人民委員会
- 1921年 - ソビエト食料人民委員会、ソ連労働・国防評議会委員、さらに赤軍・海軍食糧主管部部長
- 1924年 - ソ連邦財政部人民委員会副委員長
- 1926年 - ソ連邦金融人民委員会委員長
- 1930年 - モソブルスポルコム（国家執行委員会）副委員長、モソブルプラン委員長
- 1931年 - ソ連邦補給部人民委員会副委員長
- 1932年 - ソ連人民委員会傘下の中央収量評価委員会副委員長

### 党員の経歴
党員としての別名には「アンドレイ」や「ステパン」、文通のペンネームは「N・パブロフ」「N・パブロビッチ」を使っていた。 1902年からロシア社会民主労働党（RSDLP）党員となる。1903年にRSDLPのカザン委員会のメンバー、1906年にはRSDLPのウファ委員会のメンバーとなる。1907年、RSDLP第5回大会の代議員になる1917年、RSDLP(b)ウファ委員会議長、地方革命委員会委員となる。1927年から1934年にはボルシェビキの全連邦共産党の中央委員会候補メンバーとなる。

## 功績
1931年に両替可能な10,15,20コペイカの低級銀貨（ビリオン）が銅・ニッケル合金製の硬貨に切り替わったがスターリンの怒りを買ってしまうことになった。

## 文学
- Государственная власть СССР. Высшие органы власти и управления и их руководители. 1923—1991 гг.: Историко-биографический справочник / Сост. В. И. Ивкин. — М., 1999. — ISBN 5-8243-0014-3.
- Алексеев М., Пачкалов А. Министры финансов: От Российской империи до наших дней. — М., 2019.